# Michael Yarmush
Michael Lawrence Yarmush (Miami, 19 giugno 1982) è un attore e doppiatore canadese.

## Carriera
Nato a Miami, in Florida, Yarmush è riuscito ad entrare nel mondo del cinema nel 1995, all'età di 13 anni. Questo anno ha ottenuto il ruolo di Eric nella serie televisiva My Life as a Dog. L'anno successivo ha ottenuto il ruolo di doppiatore nella serie di cartoni animati Arthur di Marc Brown. Successivamente, nel 2007, è diventato doppiatore nella serie animata Tripping The Rift, dove ha avuto modo di usare la propria voce per vari protagonisti della serie. Egli vanta anche di un premio: Young Artist Awards nel 1998, con la serie televisiva My Life as a Dog, e dal 1999 appartiene alla Young Star Award, grazie al successo della serie Arthur. Attualmente risiede a Montréal, Québec.

## Vita personale
È alto 1,60 m, ha i capelli marroni e gli occhi color nocciola. Tra i suoi hobbies vi sono vari sport: pallacanestro, Pattinaggio a rotelle, nuoto, golf e getto del peso. È detto anche Roch Strongo.

## Filmografia

### Attore

#### Cinema
- I ragazzi della Tavola Rotonda (Kids of the Round Table), regia di Robert Tinnell (1995) - non accreditato
- Dancing on the Moon, regia di Kit Hood (1997)
- Little Men, regia di Rodney Gibbons (1998)
- Nico the Unicorn, regia di Graeme Campbell (1998)
- Steel Toes, regia di Mark Adam e David Gow (2007)

### Televisione
- Hai paura del buio? (1 episodio, 1995) - Jonah
- My Life as a Dog (22 episodi, 1995-1996) - Eric Johansson
- Losing Chase, regia di Kevin Bacon – film TV (1996)
- Shadow of the Bear (1997) - Justin Andrich
- Whiskers (1997) - Fingers
- ...First Do No Harm (1997) - Mark Reimuller
- Radio Active (1998) - Ethan St. John
- Goosebumps (1 episodio, 1998) - David Warren, Episodio Awesome Ants
- The Secret Andventures of Jules Verne (1 episodio, 2000) - Thomas Edison
- Undressed (2002) - Nug

### Doppiatore
- The Little Lulu Show (1 episodio, 1995) - Gerard
- Arthur (254 episodi, 1996-2022) - Arthur Timothy Read
- The Country Mouse and the City Mouse Adventures (1998)
- Marsupilami (2000)
- Andy, il re degli scherzi (3 episodi, 2003-2004) - Martin
- Pig City (2003) - E.Brian
- Potatoes and Dragons (2003)
- Crown Heights (2004)
- Winx Club (2004)
- "Tripping the Rift" (13 episodi, 2007)
- Monster Buster Club (2008)
- Fred's Head (2008)

### Colonna sonora
- Arthur's Perfect Christmas (2000)